# Cour suprême de Croatie
La Cour suprême de la République de Croatie (en croate : Vrhovni sud Republike Hrvatske) est la plus haute cour de justice du pays, qui garantit l'application uniforme des lois et une justice égale pour tous.

## Système judiciaire
Les tribunaux protègent l'ordre juridique de la République de Croatie tel qu'établi par la Constitution et la loi, et assurent l'application uniforme de la loi et une justice égale pour tous.
L'administration de la justice en République de Croatie est assurée par les organes suivants :
- les tribunaux municipaux,
- les tribunaux de comté,
- les tribunaux de commerce,
- les tribunaux administratifs,
- la Haute Cour de Commerce de la République de Croatie,
- la Haute Cour administrative de la République de Croatie
- la Haute Cour pénale de la République de Croatie,
- la Haute Cour pénale de la République de Croatie et
- la Cour suprême de la République de Croatie.

Au sein de ce système judiciaire, la Cour suprême est au sommet de l'ordre juridique.
Depuis une réforme de juillet 2018, entrée en vigueur le 1er janvier 2019, les anciens tribunaux correctionnels sont devenus des sections spécialisées au sein des tribunaux municipaux (2 tribunaux correctionnels - à Zagreb et à Split - ont cependant été conservés comme tribunaux distincts : le tribunal correctionnel municipal de Zagreb et le tribunal correctionnel municipal de Split).
L'ancien tribunal municipal de Zagreb, a également été divisé en trois tribunaux : le tribunal civil municipal de Zagreb, le tribunal pénal municipal de Zagreb et le tribunal municipal du travail de Zagreb.

## Pouvoirs et responsabilités
Les fonctions fondamentales de la Cour suprême sont les suivantes : 
1. Elle assure l'application uniforme de la loi et une protection égale de tous les citoyens devant la loi ;
2. Elle discute de toutes les questions juridiques importantes découlant de la pratique judiciaire ;
3. Elle décide des voies de recours extraordinaires contre les décisions définitives de tous les tribunaux de la République de Croatie (cassation, révision pénale, etc.) ;
4. Elle examine les appels des décisions des tribunaux de comté rendues en première instance et, dans des cas particuliers, examine les appels des décisions des tribunaux de comté rendues en deuxième instance ;
5. Elle examine les appels des décisions de la Haute Cour commerciale de la République de Croatie, de la Haute Cour administrative de la République de Croatie, de la Haute Cour pénale de la République de Croatie et de la Haute Cour pénale de la République de Croatie, et de tout autre tribunal lorsque cela est précisé par la loi ;
6. Elle arbitre les conflits de compétence entre les tribunaux du territoire de la République de Croatie lorsqu'ils ont le même tribunal immédiatement supérieur ;
7. Elle prévoit le développement professionnel des juges.

## Composition
Le Président de la Cour suprême est élu et démis de ses fonctions par le Parlement sur proposition du Président de la République et après avis préalable de la Commission de justice du Parlement et de la séance plénière de la Cour suprême.
La fonction judiciaire est permanente, mais exceptionnellement, lors de leur premier exercice, les juges sont nommés pour un mandat de cinq ans. Après le renouvellement de leur mandat, les juges assument leurs fonctions à titre permanent.
Tous les juges sont nommés par le Conseil judiciaire national, qui peut également les relever de leurs fonctions et décider de leur responsabilité disciplinaire.
Un juge peut être relevé de ses fonctions dans les cas suivants :
1. Lorsqu'il en fait lui-même la demande ;
2. Lorsqu'il est devenu incapable de façon permanente d’exercer ses fonctions ;
3. Lorsqu'il est devenu indigne de la fonction judiciaire après avoir été condamné pour une infraction pénale ;
4. Sur décision du Conseil judiciaire national en raison de la commission d'un acte d'infraction grave à la discipline ;
5. Lorsqu'il a atteint l'âge de 70 ans.

## Présidents de la Cour suprême
| No. | Nom                           | Début du mandat  | Fin du mandat                                            | Durée de service   | Notes |
| --- | ----------------------------- | ---------------- | -------------------------------------------------------- | ------------------ | --- |
| 1.  | Vjekoslav Vidović (1919–2006) | 12 décembre 1990 | 14 février 1992                                          | 1 an et 64 jours   | Retraite obligatoire. |
| 2.  | Zlatko Crnić (1940–1992)      | 29 mars 1992     | 29 septembre 1992                                        | 184 jours          | Décédé dans un accident de voiture durant son mandat.                                                                                     |
| 3.  | Milan Vuković (1933–2018)     | 1 décembre 1992  | 1995                                                     | 2 ans et 180 jours | Premier mandat. |
| 4.  | Krunislav Olujić (1952–)      | 26 mai 1995      | 19 février 1997                                          | 1 an et 269 jours  | Relevé de ses fonctions par le Conseil judiciaire national le 14 janvier 1997, décision confirmée par la chambre des comtés du Parlement. |
| 5.  | Milan Vuković (1933–2018)     | 28 février 1997  | 1999                                                     | 2 ans              | Deuxième mandat. |
| 6.  | Marijan Ramušćak (1938–)      | 10 Mars 1999     | 2001                                                     | 2 ans et 30 jours  | |
| 7.  | Ivica Crnić (1951–)           | 15 Mai 2001      | 15 Mai 2005                                              | 4 ans              | Un mandat entièrement réalisé. N'a pas souhaité de réelection.                                                                            |
| 8.  | Branko Hrvatin (1959–)        | 19 juillet 2005  | 19 juillet 2017                                          | 12 ans             | Trois mandats entièrement réalisés. |
| 9.  | Đuro Sessa (1957–)            | 20 juillet 2017  | 20 juillet 2021                                          | 4 ans              | Un mandat entièrement réalisé. N'a pas souhaité de réelection.                                                                            |
| 10. | Radovan Dobronić, (1960–)     | 15 octobre 2021  | En cours (date de fin de mandat prévu le 15 octobre 2025 | 3 ans, 150 jours   | Effectue actuellement son premier mandat.                                                                                                 |